# Snamenka (Kaliningrad, Nesterow)
Snamenka (russisch Знаменка; deutsch Leegen) ist eine kleine Siedlung (possjolok) in der russischen Oblast Kaliningrad. Sie gehört zur kommunalen Selbstverwaltungseinheit Stadtkreis Nesterow im Rajon Nesterow. Zu Snamenka gehört auch das ehemalige Wohren, das ein Kilometer nördlich von Leegen lag.

## Geographische Lage
Snamenka liegt am Nordrand der Rominter Heide an der Kommunalstraße 27K-058 von der Rajonstadt Nesterow (Stallupönen/Ebenrode) nach Tschistyje Prudy (TollmingkehmenTollmingen). Zwei Kilometer südlich von Snamenka zweigt davon die Kommunalstraße 27K-074 nach Kalinino (Mehlkehmen/Birkenmühle) ab.
Bis in die 1970er Jahre war Iljinskoje (Kassuben) die nächste Bahnstation an der Bahnstrecke Gołdap–Nesterow, die nach 1945 nur noch im russischen Abschnitt betrieben wurde und dann eingestellt wurde.

## Geschichte
Leegen war eine von elf Landgemeinden bzw. Gutsbezirken, die am 24. Juni 1874 den Amtsbezirk Kassuben (Cassuben, heute russisch: Iljinskoje) bildeten. Zu diesem Amtsbezirk im Landkreis Stallupönen (1939–1945 Landkreis Ebenrode) im Regierungsbezirk Gumbinnen (Gussew) in der preußischen Provinz Ostpreußen gehörte Leegen bis 1945. Im Jahre 1910 zählte Leegen 106 Einwohner, 1933 waren es 88 und 1939 noch 81.
Als Folge des Zweiten Weltkrieges kam das Dorf unter sowjetische Verwaltung. 1947 erhielt der Ort die in Russland häufig vorkommende Bezeichnung Snamenka und wurde gleichzeitig dem Dorfsowjet Repinski selski Sowet (Egglenischken/Tannenmühl) im Rajon Nesterow zugeordnet. 1954 gelangte der Ort in den Kalininski selski Sowet. Von 2008 bis 2018 gehörte Snamenka zur Landgemeinde Tschistoprudnenskoje selskoe posselenije und seither zum Stadtkreis Nesterow.

## Kirche
Die vor 1945 überwiegend evangelische Bevölkerung von Leegen war bis 1895 in das Kirchspiel Mehlkehmen (1938–1946 Birkenmühle) eingepfarrt, danach gehörte es zum neugebildeten Kirchspiel Kassuben (Iljinskoje), das im Kirchenkreis Stallupönen (1938–1946 Ebenrode, russisch: Nesterow) in der Kirchenprovinz Ostpreußen der Kirche der Altpreußischen Union lag. Letzter deutscher Geistlicher war Pfarrer Gerhard Salz.
In der Zeit der Sowjetunion gab es kein kirchliches Leben. In den 1990er Jahren bildete sich im ehemaligen Pfarrdorf Kalinino wieder eine evangelische Gemeinde, die zur Propstei Kaliningrad in der Evangelisch-Lutherischen Kirche Europäisches Russland (ELKER) gehört.

## Drogentherapiezentrum „Snamenka e.V.“
In dem kleinen Ort Snamenka ist 2008 das Therapiezentrum der Drogenhilfe Snamenka e. V. als deutsch-russische Initiative eröffnet worden, in dem eine „christlich geprägte“ Therapiearbeit geleistet wird.